# Hyperepia pi
Hyperepia pi là một loài bướm đêm trong họ Noctuidae.